# Jorge Carrasco
Jorge Antonio Carrasco Chirino (Santiago, 1 de febrero de 1982) es un exfutbolista chileno. Jugaba de defensa y actualmente es Entrenador titulado, siendo ayudante de Rodrigo Meléndez.

## Trayectoria
A los 12 años se incorporó a las inferiores de Audax Italiano. Por su buen desempeño fue ascendido al primer equipo en el año 2001, donde se terminó ganando un puesto de titular en la defensa itálica. Su debut en Primera División fue el 16 de febrero de 2001 en la victoria de Audax por 2-1 frente a Deportes Temuco. En 2006 y después de hacer un excelente campeonato llegó con los itálicos a la final del Campeonato de Clausura Chileno, el cual fue ganado por Colo-Colo.
En el plano internacional fue uno de los jugadores que disputó la Copa Libertadores 2007 con Audax Italiano, la primera actuación de los itálicos en dicho certamen, donde casi alcanzan una histórica clasificación a octavos de final. Lamentablemente, Audax quedó eliminado en primera fase, pero haciendo una muy buena presentación donde casi eliminan a São Paulo FC de Brasil en el Estadio Morumbí.
Gracias a ese desempeño, más lo hecho en el Campeonato de Apertura 2007 de Chile, fue transferido a Colo-Colo donde debutó con un gol frente a la Universidad de Chile en un partido amistoso jugado en la pretemporada del club albo en La Serena. Marcó su primer gol por Colo-Colo el 12 de agosto de 2007, en la derrota frente a Cobresal.
El año 2009 se va a préstamo a Palestino, y vuelve a Colo-Colo en la temporada 2010. Antes del comienzo del campeonato de clausura 2011, y dado que no estaba en los planes del cuerpo técnico, se va transferido a la Universidad de Concepción donde permanece hasta el término del Torneo Transición 2013, luego de lo cual deja el fútbol activo.
A principio de noviembre de 2013 se integra a hacer su práctica como técnico de fútbol en la Serie Sub-17 de Audax Italiano, como ayudante de Alejandro de la Fuente entrenador de dicha categoría del club que lo vio nacer futbolísticamente. Posteriormente se incorpora al cuerpo técnico de Rodrigo Meléndez primero en San Antonio Unido, Deportes Melipilla Cobreloa y Deportes Colina.
Integró Selecciones menores Chilenas, Sudamericano Sub-17 en Uruguay 1999 y Selección Preolímpica Sub-23 torneo disputado en Chile en el 2004.

## Clubes
| Club                      | País  | Año       |
| ------------------------- | ----- | --------- |
| Audax Italiano            | Chile | 2001-2007 |
| Colo-Colo                 | Chile | 2007-2008 |
| Palestino                 | Chile | 2009      |
| Colo-Colo                 | Chile | 2010      |
| Universidad de Concepción | Chile | 2011-2013 |

## Palmarés

### Campeonatos nacionales
| Título           | Club      | País  | Año    |
| ---------------- | --------- | ----- | ------ |
| Primera División | Colo-Colo | Chile | 2007-C |
| Primera División | Colo-Colo | Chile | 2008-C |

- Datos: Q6277802